# 地毯球場

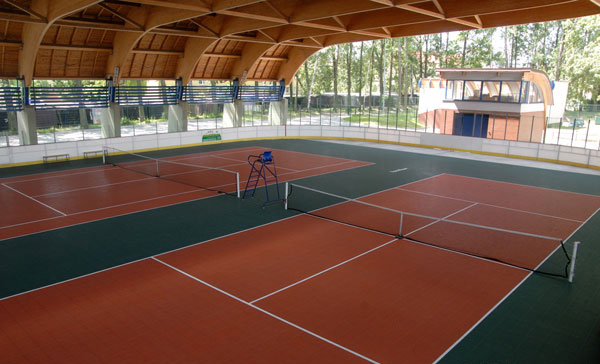
地毯球場

地毯球場（Carpet court）為網球主要四種場地中的其中一種。其重要的建造材料是地毯，顔色為綠色的。

## 地毯球場特性
地毯球場在四種主要的網球球場（草地球場、硬地球場、泥地球場、地毯球場）中，球的彈跳速度是最快的，球的彈跳高度也次低，球員們擊球的準備時間很少、很少時間去追球。因此在地毯球場上，較易擊出讓對手無法回擊的球。因此一般而言， 侵略型底線型球員和發球上網型球員的打法在這種場地上較佔優勢。
地毯球場上的球速不會因為天候而有變化，因為地毯賽事基本都在室內場舉行。 在乾燥的天氣或在在潮濕的天候中，地毯球場上的球速都沒多大變化。
地毯球場的造價昂貴，但維護時較容易，不太需要保養。
以前的法國南部公開賽、瑞士室內賽、巴黎大師賽、年終賽皆曾長年採用室內地毯材質。
2009年，ATP取消了地毯場地作為巡迴賽賽事用地，惟在ATP挑戰賽仍有賽事（如高雄海碩網球公開賽）使用。WTA方面，在2018年的魁北克巡迴賽結束後，WTA 125K系列賽事唯一有使用地毯球場的為台北海碩網球公開賽。